# 줄무늬민다리도마뱀
줄무늬민다리도마뱀(Delma impar)은 스트라이프 레그리스 리자드(striped legless lizard)라고도 불리며, 뱀붙이도마뱀과에 속한 오스트레일리아 고유종이다. 멸종위기에 처해있으며 서식지는 얼마 남지 않았다.
이 도마뱀은 길이 30cm까지 자란다. 겉보기에는 뱀과 닮았으며, 맹독을 지닌 와 헷갈리기도 한다. 하지만 이 녀석은 도마뱀붙이, 스킨크에 더 가깝다. 덮개같이 생긴 퇴화한 뒷다리가 남아있으며, 혓바닥은 갈라지지 않았다. 몸통의 대부분은 자절할 수 없는 꼬리로 이루어져있다.

## 서식지
줄무늬민다리도마뱀은 이전에는 오스트레일리아 수도 준주의 온대 저지대 초지, 뉴사우스웨일스주의 남서부 경사지와 서던 테이블랜즈(:en:Southern Tablelands), 빅토리아주 중부와 남부, 사우스오스트레일리아주의 남동부 모서리에 분포하고 있었다. 하지만 서식범위는 꾸준히 줄어들어왔고, 알려진 대부분의 장소에는 더 이상 줄무늬민다리가 존재하지 않는다. 서식지 파편화로 인하여 남아있는 개체군은 작고 고립되어있을 것이다.
캔버라의 유일한 서식지는 2015-16년에 개발될 예정이며, 그 곳에 서식하는 몇 안 되는 녀석들을 대부분 죽이게 될 것이다. 불도저가 초지를 밀어버리기 전에 지붕 타일을 배치하여, 열기에 이끌린 줄무늬민다리를 유인할 미끼로 사용하고 있다. 포획된 도마뱀은 선별하여 75km 떨어진 곳에 위치한 적절한 서식지가 될 수 있는 곳으로 보내질 계획이다.